# Neoscopelus macrolepidotus
Espèce
Neoscopelus macrolepidotus est une espèce de poissons téléostéens (Teleostei).